# The Adventures of Tintin
The Adventures of Tintin (bra: As Aventuras de Tintim; prt: As Aventuras de Tintin: O Segredo do Licorne) é um filme estadunidense de 2011, dos gêneros aventura e mistério, baseado na série de quadrinhos homônima criada pelo quadrinista belga Hergé. O longa foi dirigido por Steven Spielberg, produzido por Peter Jackson e Kathleen Kennedy, e escrito por Steven Moffat, Edgar Wright e Joe Cornish. O roteiro é baseado em três histórias: O Caranguejo das Tenazes de Ouro (1941), O Segredo do Licorne/Unicórnio (1943) e O Tesouro de Rackham (1944).
Spielberg adquiriu os direitos de Tintim pouco tempo depois da morte de Hergé em 1983, renovando a compra em 2002. Além disso, é também o primeiro filme em animação (captura de movimentos) dirigido por Steven Spielberg, que sonhava com sua realização há anos, logo após ter falado em certa ocasião com Hergé por telefone. As filmagens deveriam começar em outubro de 2008 para um lançamento em 2010, porém a estréia foi adiada para 2011 quando a Universal Pictures saiu da produção. A Sony Pictures Entertainment decidiu co-produzir o filme, junto com a Paramount Pictures, através da Columbia Pictures. O atraso fez com que Thomas Sangster, que havia sido escolhido para interpretar Tintim, saísse do projeto. O produtor Peter Jackson, cuja companhia Weta Digital está criando a animação computadorizada, planeja dirigir a sequência. Spielberg e Jackson tem a esperança de co-dirigirem um terceiro filme. O filme estreou na Europa cerca de dois meses antes dos Estados Unidos, porque o personagem de Tintim é mais conhecido nos países europeus, e a boa repercussão poderia ajudar na propaganda do filme nos cinemas americanos.

## Enredo
Quando Tintim compra uma réplica de um antigo galeão de três mastros chamado "Licorne", dois homens logo aparecem tentando comprá-lo dele, sendo que um deles é o novo proprietário de um castelo pertencido à família Haddock, Ivan Ivanovitch Sakharine, e o outro, um homem misterioso chamado Barnabé. Enquanto isso, os desajeitados detetives da Interpol, Dupond e Dupont, estão à procura do batedor de carteiras Aristides Filagrana, que o cachorro Milu tinha visto no mercado.
Depois de visitar uma biblioteca para descobrir a história em torno do Licorne, Tintim retorna para casa e descobre que o Licorne foi roubado e suspeita que Sakharine o tenha roubado. Ele vai para Castelo de Moulinsart com Milu, onde acusa Sakharine do roubo, mas percebendo que o mastro do modelo de Sakharine não está quebrado, ele percebe que existem dois modelos do Licorne.
Tintim retorna ao seu apartamento, que foi revirado, e Milu mostra um cilindro de metal que estava embaixo de uma mesa. Tintim encontra um pergaminho dentro do cilindro, um que diz existir três Licornes para três irmãos unidos perante à "cruz da águia". No entanto, eles são interrompidos pela chegada de Barnabé, um agente disfarçado do FBI que tentou comprar o modelo de Tintim, que é então baleado por assassinos enquanto tentava recuperar o Licorne.
Tintim coloca o pergaminho em sua carteira, mas é então roubado por Filagrana na manhã seguinte e logo depois sequestrado por cúmplices de Sakharine no SS Karaboudjan. Milu os persegue, embarca no navio e se reúne com Tintim, que descobre que Sakharine formou uma aliança com a equipe do navio e liderou um motim para assumir o controle e prender o capitão do navio, Archibald Haddock. A bordo, Tintim encontra Haddock, que é um alcoólatra perpetuamente bêbado e esqueceu a maior parte de seu passado. Tintim, Haddock e Milu escapam do navio em um bote salva-vidas, mas não antes de Tintim comunicar o nome do destino do navio através de um telégrafo, o porto de Bagghar localizado em Marrocos. O navio então tenta atropelar seu bote, mas em vez disso, bate em um bote salva-vidas vazio em que Haddock acidentalmente liberado durante sua fuga, o que leva Sakharine presumir que eles sobreviveram e envia um hidroavião para encontrá-los e capturá-los.
O trio passa horas no bote até que Haddock acaba acendendo uma fogueira no bote, que eventualmente explode e deixa o trio presos no mar. Após o incidente com a fogueira, o hidroavião encontra o trio e os ataca, mas Tintim o derruba e sequestra o hidroavião e o usa para ir a Bagghar, mas cai em um deserto devido a uma tempestade. Enquanto caminham pelo deserto, Haddock começa a se alucinar e se lembra de seu antepassado, Sir Francis Haddock, o capitão do Licorne do século XVII, cujo navio era carregado de especiarias e uma carga secreta. O navio foi atacado pela tripulação de um navio pirata, e enquanto explicava a história, Haddock fica sóbrio e sofre um caso de amnésia. No entanto, eles são salvos mais tarde por soldados franceses. Enquanto isso, Dupond e Dupont encontram e prendem Filagrana, que afirma ser um cleptomaníaco e não um ladrão, e encontram a carteira de Tintim com o conteúdo ainda dentro.
Na base do deserto, Haddock, enquanto bêbado, lembra que o navio de Sir Francis Haddock foi emboscado por um navio pirata liderado por Rackham, o Terrível, que mais tarde é revelado ser o ancestral de Sakharine. Sir Francis se rendeu com a condição de que sua tripulação pudesse viver, e revela que a carga secreta era 20 toneladas de ouro, jóias e preciosidades. Rackham quebra a jura com Sir Francis e ordena os piratas a matarem toda a sua tripulação. Sabendo que seria enforcado depois, Sir Francis se liberta e cria um rastro de pólvora para afundar o Licorne, junto com a maior parte de seu tesouro, para evitar que caísse nas mãos de Rackham. Sir Francis e Rackham lutam, com Sir Francis saindo vitorioso. Rackham amaldiçoa a linhagem de Haddock, antes de morrer na explosão do Licorne. A história implica que havia três modelos do Licorne, cada um contendo um pergaminho; juntos, os pergaminhos podem revelar a localização do Licorne afundado e seu tesouro.
O terceiro modelo é revelado estar em Bagghar, possuído pelo Sheik Omar ben Salaad. Sakharine causa uma distração em um concerto de Bianca Castafiore, o que resulta em seu falcão roubando o terceiro pergaminho. Segue-se uma perseguição pela cidade, durante a qual Sakharine rouba todos os pergaminhos. Quando Tintim está prestes a desistir, ele é convencido por Haddock a continuar. Com a ajuda de Dupond e Dupont, Tintim e Haddock rastreiam Sakharine de volta a França e montam uma armadilha, mas Sakharine usa sua pistola para resistir à prisão. Quando seus homens não conseguem salvá-lo, Sakharine desafia Haddock para uma luta usando os guindastes no cais. Após a luta, Sakharine enfrenta Haddock e ameaça queimar o pergaminho do navio com um isqueiro, mas Tintim se joga com uma corda e pega o pergaminho, assim Haddock empurra Sakharine; que cai do cais, e depois é então resgatado e preso por Dupond e Dupont.
Guiados pelos três pergaminhos, que indicam a localização do Castelo de Moulinsart, Tintim, Haddock e Milu viajam para lá. Dentro, auxiliados por Haddock, eles encontram alguns dos tesouros de Sir Francis dentro de um globo abaixo de uma estátua de São João Evangelista (conhecido como a Águia de Patmos), e uma pista para a localização do lugar onde o Licorne afundou junto com o resto do tesouro; Tintim e Haddock então concordam em montar uma expedição para finalmente encontrar o tesouro afundado de Sir Francis.

## Elenco
- Jamie Bell como Tintim, um repórter e aventureiro belga auxiliado em suas aventuras desde o início junto com seu fiel cão Milu. Bell substituiu Thomas Sangster, que saiu do projeto quando as filmagens foram adiadas em outubro de 2008.[2] Jackson sugeriu dar o papel à Bell, tendo trabalhado com ele em King Kong.[10]
- Andy Serkis como Capitão Haddock, um capitão navegador alcoólatra que se torna o melhor amigo de Tintim. Serkis interpretou Gollum nos filmes O Senhor dos Anéis  e em King Kong, todos de Peter Jackson, sendo ambos papéis que requeriam captura de movimento. Serkis brincou dizendo que ele estava preocupado que Jackson queria que ele interpretasse Milu,[11] o cachorro de Tintim, que será animado tradicionalmente.[7] Serkis disse que ao reler os quadrinhos para o papel, ele achou que eles tinham uma qualidade surreal semelhante à Monty Python.[12] Serkis também interpreta o ancestral de Haddock, Sir Francis Haddock, nos flashbacks.
- Simon Pegg e Nick Frost como Dupond e Dupont, dois atrapalhados detetives que são quase completamente idênticos. Spielberg convidou Pegg para visitar os cenários e ofereceu o papel depois dele ter completado How to Lose Friends & Alienate People.[13]
- Daniel Craig como Sakharine e Rackham, o Terrível, o pirata que atacou o Licorne, o navio capitaneado por Sir Francis Haddock. Craig já havia trabalhado com Spielberg em Munich.
- Tony Curran como Tenente Delacourt, um aliado de Tintim.
- Toby Jones como Aristides Filagrana, um abatedor de carteiras.
- Gad Elmaleh como Omar Ben Salaad.
- Mackenzie Crook como Ernie.
- Daniel Mays como Allan.

## Produção

### Desenvolvimento
Spielberg era um ávido fã dos quadrinhos As Aventuras de Tintim, descobrindo-os em 1981 quando uma resenha comparou Raiders of the Lost Ark a Tintim. Sua secretária lhe trouxe as edições em francês de cada livro; apesar dele não entender nada no que estava sendo dito, ele se apaixonou pela sua arte. Enquanto isso, o criador dos quadrinhos, Hergé, que não havia gostado dos filmes anteriores com atores de verdade, se tornou um fã de Spielberg. Michael Farr, autor de Tintin: The Complete Companion, lembra que Hergé "achou que Spielberg era a única pessoa que poderia fazer justiça a Tintim". Spielberg e sua parceira de produção Kathleen Kennedy, da Amblin Entertainment, deveriam se encontrar com Hergé em 1983 durante as filmagens de Indiana Jones and the Temple of Doom em Londres. Hergé morreu naquela semana, porém sua viúva decidiu dár-lhes os direitos do personagem. Uma opção de três anos para os filmes foi completada em 1985, com a Universal Pictures como distribuídora.
Spielberg pediu para a roteirista de E.T. the Extra-Terrestrial, Melissa Mathison, escrever um roteiro onde Tintim batalharia com caçadores de marfim na África. Spielberg viu Tintim como "Indiana Jones para as crianças" e que que Jack Nicholson interpretasse o Capitão Haddock. Insatisfeito com o roteiro, Spielberg continuou com a produção de Indiana Jones and the Last Crusade. Os direitos retornaram para a Hergé Foundation. Claude Berri e Roman Polanski ficaram interessados em filmar os quadrinhos, apesar da Warner Bros. ter negociado por muito tempo pela aquisição dos direitos, eles não conseguiram garantir a "integridade criativa" que a Foundation tinha encontrado em Spielberg. Em 2001, Spielberg revelou seu interesse em fazer Tintim como uma animação computadorizada. Em novembro de 2002, a DreamWorks restabeleceu a opção para uma série de filmes, com Spielberg dizendo que ele apenas produziria os filme. Em 2004, a revista francesa Capital reportou que Spielberg estava planejando uma trilogia baseada em Le Secret de la Licorne/Le Trésor de Rackham le Rouge, Les Sept Boules de Cristal/Le Temple du Soleil e Le Lotus Bleu/Tintin au Tibet (que não são uma história única, porém ambas possuem o personagem Tchang Chong-Chen). Nessa época, Spielberg tinha mudado de ideia sobre uma adaptação com atores reais, e chamou Peter Jackson para perguntar se Weta Digital poderia criar um Milu gerado por computador.

"Estamos fazendo-os parecer fotorealistas; as fibras em suas roupas, os poros de suas peles e cada fio
de cabelo individual. Eles se aprecem exatamente com pessoas reais—porém pessoas reais de Hergé!"

—Peter Jackson sobre o visual do filme.
Jackson, um fã de longa data dos quadrinhos, já tinha usado captura de movimento em O Senhor dos Anéis e King Kong. Ele sugeriu que uma adaptação com atores reais não faria justiça aos quadrinhos e que a captura de movimento era o melhor modo de representar o mundo de Tintim. Uma semana de filmagens ocorreu em novembro de 2006 em Los Angeles, Califórnia, no mesmo estúdio que James Cameron filmou Avatar. Andy Serkis já havia sido contratado, enquanto Jackson interpretou Tintim. Cameron e Robert Zemeckis estavam presentes na gravação. As imagens foram transmitidas para a Weta Digital, que produziu um teste de vinte minutos que demonstrava uma apresentação fotorealista dos personagens. Spielberg disse que não viu nenhum problema em filmar digitalmente já que ele encarava o filme como uma animação, e reiterou que seu trabalho normal sempre seria filmado tradicionalmente.
O anuncio oficial da colaboração foi feito em maio de 2007, apesar dos dois cineastas terem de esperar para iniciar as gravações: Spielberg estava preparando Indiana Jones and the Kingdom of the Crystall Skull e Jackson planejando The Lovely Bones. Em outubro de 2007, Steven Moffat foi anunciado como roteirista para dois filmes de Tintim, dizendo que foi persuadido por Spielberg a aceitar o trabalho e que o diretor prometeu protegê-lo de interferências do estúdio. Moffat terminou seu primeiro roteiro, porém não conseguiu completar o segundo devido a Greve dos Roteiristas dos Estados Undios. Ele então se tornou produtor executivo de Doctor Who, forçando Spielberg e Jackson, o segundo um fã da série, a permitir que ele cumprisse suas obrigações no programa. Edgar Wright e Joe Cornish reescreveram o roteiro.
Mais filmagens testes ocorreram em março de 2008. Porém em agosto de 2008, um mês antes do início das filmagens principais, a Universal desistiu de co-produzir o filme, citando os baixos resultados de bilheteria de Monster House e Beowulf como também o pedido usual dos diretores de 30% da arrecadação total. A Paramount Pictures, distribuidora da DreamWorks, esperava se juntar com a Universal no projeto, já tendo gasto US$ 30 milhões em pré-produção. Spielberg apresentou imagens testes de dez minutos de duração, esperando que eles aprovassem as filmagens para outubro. A Paramount se ofereceu para produzir se os diretores optassem por não receber nenhuma porcentagem da arrecadação, Spielberg e Jackson se recusaram, e então negociaram com a Sony para co-financiar e distribuir o primeiro filme ao final de outubro. A Sony concordou em financiar dois filmes, apesar de Jackson dizer em um terceiro filme ainda pode acontecer.

## Prêmios e indicações

### Prêmios
Golden Globe
- Melhor filme de animação: 2011[31]

 Satellite Awards
- Melhor filme de animação: 2011[32]

 Florida Film Critics Circle
- Melhor filme de animação: 2011[33]

 New York Film Critics Online
- Melhor filme de animação: 2011

 Toronto Film Critics Association
- Melhor filme de animação: 2011[34]

 Oklahoma Film Critics Circle
- Melhor filme de animação: 2011[35]

 St. Louis Gateway Film Critics Association
- Melhor filme de animação: 2011[36]

### Indicações
Satellite Awards
- Melhor roteiro adaptado: 2011

 Los Angeles Film Critics Association
- Melhor filme de animação: 2011[37]

 IGN Awards
- Melhor filme de animação: 2011[38]
- Melhor ator: Andy Serkis - 2011[39]

 BAFTA
- Melhor Filme de Animação: 2011[40]

 Oscar
- Melhor trilha sonora: 2011[40]

## Crítica
De um modo geral, o filme foi bem recebido pela crítica especializada. O jornalista Inácio Araújo, do periódico brasileiro Folha de S.Paulo, disse que o filme é "fiel à HQ". "As Aventuras de Tintim: O Segredo do Licorne" conseguiu 74% de aprovação dos críticos, segundo o Rotten Tomatoes. Já no IMDb, a animação tem 7.7 de aprovação, em um total de 10. No site MetaCritic, o filme conseguiu uma avaliação de 68%, num total de 100.

## Bilheteria
- De um modo geral, o filme tem ido bem nas bilheterias. No Brasil, o filme arrecadou um seu primeiro fim-de-semana em cartaz R$ 5 milhões, superando Sherlock Holmes: O Jogo de Sombras, o seu mais próximo concorrente.[42]

## Fora do Oscar e indicação ao BAFTA
- As aventuras de Tintim foi indicado para o Oscar de melhor trilha sonora mas, surpreendentemente, não foi indicado para melhor filme de animação devido à Academia de Artes e Ciências Cinematográficas não aceitar animações em M.O.C.A.P., técnica que utiliza um ator de verdade e depois na pós-produção ele é substituído por uma animação.[43] Em compensação, foi indicado ao BAFTA na mesma última categoria.[44]

## Sequências
Originalmente, o segundo filme de Tintin seria baseado nos álbuns Les sept boules de cristal e Le temple du soleil. No entanto, o roteirista Anthony Horowitz mais tarde afirmou que esses álbuns seriam adaptados em uma segunda sequência e outra história serviria de base para a primeira sequência.
Peter Jackson anunciou que iria dirigir a sequência assim que terminasse a trilogia O Hobbit.  Dois anos antes de Le secret de la Licorne, Jackson mencionou que suas histórias favoritas de Tintin eram Les sept boules de cristal, Le temple du soleil, L'île noire e L'Affaire Tournesol, mas ele ainda não havia decidido quais histórias seriam a base da história para o segundo filme. Ele acrescentou que "seria ótimo" usar Objectif Lune e On a marché sur la Lune para um terceiro ou quarto filme da série.
Na época em que o filme foi lançado, Spielberg disse que álbum que formaria a sequência foi escolhido e que os detetives Dupond e Dupont teriam "um papel muito maior". A sequência seria produzida por Spielberg e dirigida por Jackson. Kathleen Kennedy disse que o roteiro pode ser concluído em fevereiro ou março de 2012 e com a captura de movimento realizada durante o verão de 2012, para que o filme estivesse para ser lançado até o Natal de 2014 ou meados de 2015.
Nos meses que se seguiram ao lançamento do filme, Spielberg revelou que um esboço da história da sequência havia sido completado e que foi baseado em dois álbuns. Horowitz twittou que o Professor Girassol seria apresentado na sequência. Durante uma coletiva de imprensa na Bélgica por The Hobbit: An Unexpected Journey, Jackson disse que pretendia realizar a captura de movimento em 2013, visando uma data de lançamento em 2015.
Em março de 2013, Spielberg disse: "Não me envolva nisso, mas esperamos que o filme seja lançado na época do Natal de 2015. Sabemos quais álbuns estamos fazendo, não podemos compartilhar isso agora, mas estamos combinando dois álbuns que sempre foram planejados para serem combinados por Hergé. " Ele se recusou a confirmar os nomes dos álbuns, mas disse que o Le lotus bleu provavelmente seria o terceiro filme de Tintin. Em dezembro de 2014, quando perguntado se a sequência de Tintin seria seu próximo projeto depois da trilogia O Hobbit, Jackson disse que ela seria feita "em algum momento em breve". No entanto, ele acrescentou que queria dirigir dois filmes da Nova Zelândia antes disso.
Em junho de 2015, Jamie Bell afirmou que a sequência foi intitulada Tintin and the Temple of the Sun e que ele esperava que as filmagens começassem no início de 2016 para uma possível divulgação até o final de 2017 ou início de 2018. Em novembro de 2015, Horowitz afirmou que não estava mais trabalhando na sequência, e não sabia se ainda estava sendo feito, e em março de 2016, ele confirmou que o roteiro que ele havia escrito para a sequência foi descartado.
Em 19 de novembro de 2015, Polygon anunciou que a sequência foi intitulada The Adventures of Tintin: Prisoners of the Sun e que seria lançada em dezembro de 2016.  Em 18 de março de 2016, Scout.co.nz anunciou que Jackson iria produzir a sequência em vez de direta, e que seria lançado em 16 de dezembro. Eles também anunciaram que um terceiro filme de Tintin estava em desenvolvimento, com Jackson atuando como produtor executivo. Jamie Bell e Andy Serkis foram relatados para reprisar seus papéis em ambos os filmes, mas Serkis afirmou no final do mês que ele não sabia quando a sequência ia entrar em produção, apesar de afirmar que Jackson ainda estava interessado em fazer isso.
Em março de 2018, Spielberg reiterou o texto acima dizendo "Peter Jackson tem que fazer a segunda parte. Normalmente, se tudo correr bem, ele logo começará a trabalhar no roteiro. Como são necessários dois anos de animação no filme, para você Eu não esperaria vê-lo por cerca de três anos. Mas Peter vai cumpri-lo. Tintim não está morto!"